# قلعه کندی بولاغ
قلعه کندی بولاغ مربوط به عصر آهن دو، I - هزاره اول قبل از میلاد است و در شهرستان ورزقان، بخش مرکزی، دهستان ازومدل شمالی، ۳ کیلومتری شمال شرق روستای مسقران واقع شده و این اثر در تاریخ ۲۷ اسفند ۱۳۸۷ با شمارهٔ ثبت ۲۶۴۱۷ به‌عنوان یکی از آثار ملی ایران به ثبت رسیده است.